# 艾恩遺跡
艾恩遺跡（日語：アルアイン），是日本純種競賽馬匹。生涯活躍於中距離賽事，曾勝出2017年皋月賞及2019年大阪盃。

## 出賽前
2014年5月1日出生於北海道安平町北部牧場，成長途中於一口馬主俱樂部Sunday Racing Co. Ltd.進行馬主募集。
其後交由栗東訓練中心練馬師池江泰壽訓練。

## 競賽生涯

### 2歲
2016年10月29日出戰京都競馬場新馬戰，比賽初段選擇留後，進入直路後爆發末腳成功奪得首勝利。
其後出戰條件戰千兩賞，再次於直路上成功加速衝刺以1馬位優勢獲勝。

### 3歲
2017年1月8日出戰新山紀念，比賽途中選擇在先頭位置推進，但進入直路後陷入不利位置，導致其於最後關頭比後方來襲的俠平超越以1馬位差距落敗。
3月25日出戰每日盃，比賽途中其一直處於第二的位置追趕領放的T M Hittamage，並於通過彎道時趁對手失速進佔第一。進入直路後，其繼續加速保持優勢，最終成功抵擋後上馬里見阿瑟的追擊率先衝線，成功奪得首個分級賽冠軍。
4月16日出戰皋月賞，僅獲得第九人氣。比賽開始後，其處於中團位置穩定追走，並於通過第四彎道時爬升至到先頭位置。進入直路後，其開始加速衝刺，輕鬆地超越前方領先的賽黃晶，並繼續保持速度抵擋後上馬波士劍客的追擊，爆冷地以1分57.8秒的時間奪得首個分級賽冠軍，亦爲騎師松山弘平帶來首個中央一級賽頭銜。由於於終點線前其外閃行爲些微妨礙了後方賽黃晶的進路，導致騎師松山賽後被罰款5萬日圓。

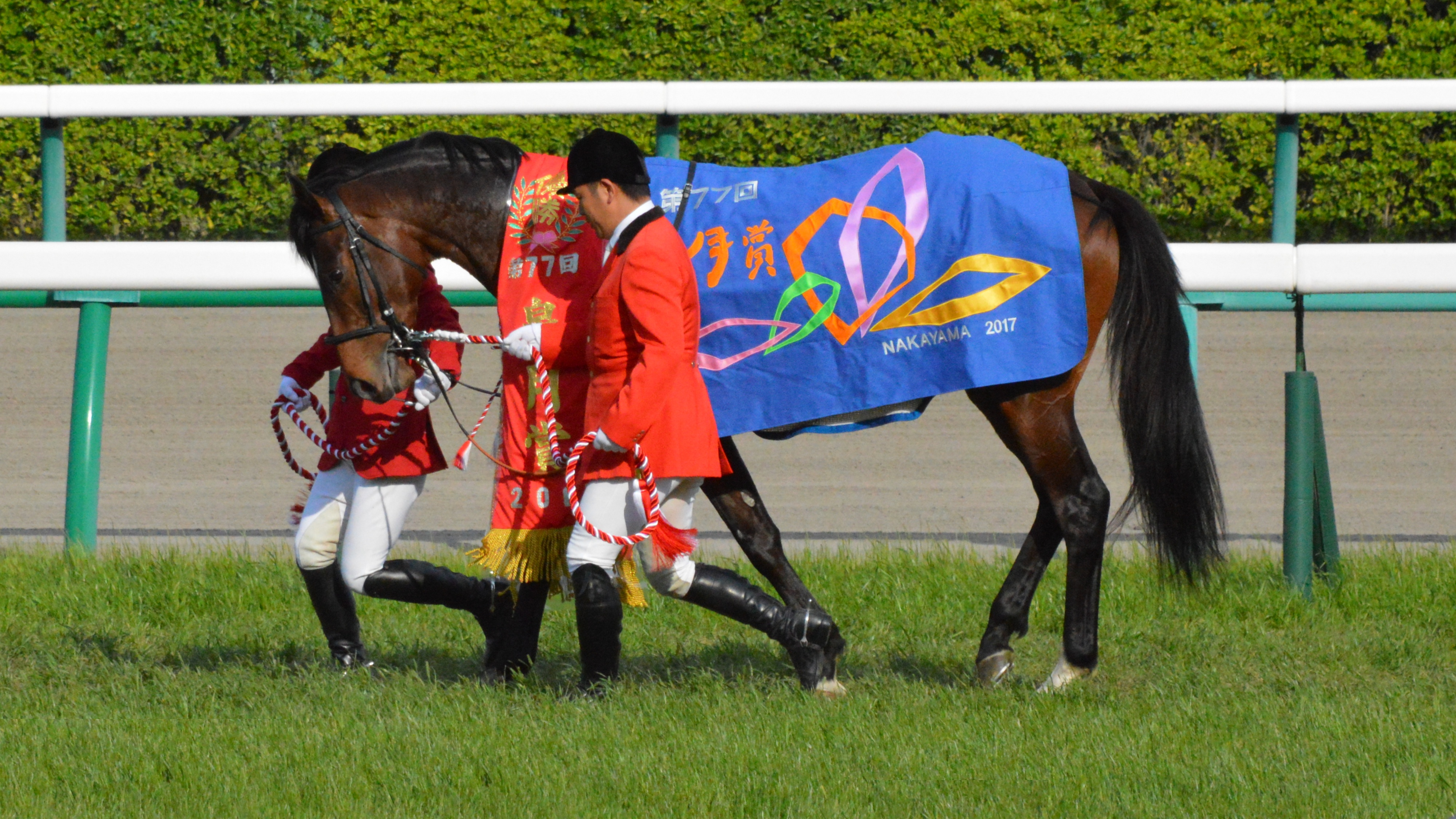
皋月賞頒獎儀式

其後出戰東京優駿（日本打吡），由於有距離適性的疑慮，其只獲得第四人氣。比賽開始後，前方的個人特色以前1000米63.2秒的超慢步速進行慢放，艾恩遺跡則於第三的位置推進。進入直路後，金之霸及賽黃晶率先加速衝出，而艾恩遺跡則加速不及導致其無法追上前方的馬匹，最終以第五完賽。
夏季放草後出戰9月18日的聖烈特紀念，以1.7倍獨贏賠率獲得第一人氣，比賽開始後，其保持自身於第五的先頭位置推進，並穩定地通過所有彎道。進入直路後，其隨即加速衝出並於終端取得領先，但最終被由外檔後上的覓奇燕子超越，以1 3/4馬位差距取得亞軍。
10月22日出戰菊花賞，僅次於神業獲得第二人氣。比賽開始後，其處於中團靠位置推進，並於通過第三彎道後爬升至第三。然而進入直路後，受到因超強颱風蘭恩所造成的大爛地賽道影響，其始終無法提速，最終於失速下以第七落敗。

### 4歲
2018年首戰爲京都紀念，比賽途中於第五的位置推進，進入直路後雖然不斷加速，但仍然敗於關鍵一擊獲得亞軍。
4月1日出戰大阪盃，獲得僅次贏得前哨戰金鯱賞之文雅之士的第二人氣，比賽開始後，其處於先頭位置推進，進入直路後不斷加速追趕前方馬匹，但於未能超越文雅之士下又被後上馬波士劍客追過，最終獲得第三。
其後陣營安排其遠征香港，出戰4月29日的女皇盃。比賽開始後，其保持一貫的穩定節奏，可惜於直路上未能發揮亮眼的表現，加速力不佳下僅獲得第五入板的成績。
放草過後於9月23日出戰產經賞，雖然於直路上一度領先，但其後被金之霸超越，最終以頸位落敗得第二。
10月28日出戰秋季天皇賞，由於本次比賽強敵衆多，其只獲得第五人氣，比賽開始後，其處於第二的位置追趕領放馬神業，並以相同位置進入直路。進入直路後，其加速力稍欠火候，最終無法最上神業下又被金之霸及白日彗星超越，以第四完賽。
其後出戰一哩冠軍賽，爲其計新山紀念後再度出戰一哩賽。比賽途中其一直保持自身於第二的位置追趕前方的太空隕石，並趁對手失速時候進佔領先的位置。然而於直路上，其未能繼續加速保持優勢，最終被內欄位置的絕嶺之峽及波士劍客超越獲得季軍。

### 5歲
2019年3月10日出戰金鯱賞，原定由北村友一策騎，但由於其此前落馬受傷，因而改由柴山雄一代打。比賽途中雖然其於第四彎道成功進佔有利位置，但最終於直路上再次表現失準而以第五完賽。
其後出戰大阪盃，因本次比賽有上年度有馬紀念冠軍防爆裝束及秋季天皇賞亞軍神業等一衆強敵，加上艾恩遺跡本身近況不佳，其只獲得第九人氣，比賽開始後，其跟隨較慢的前1000米61秒步速於第四的位置穩定行進，通過彎道時並未急於抽出外檔加速。進入直路後，其於內欄位置超越領放馬金紀元，並保持速度力拒外檔神業的來襲，最終成功以頸位優勢壓過對手，再次以爆冷的形式獲得一級賽冠軍，亦爲騎師北村帶來首個一級賽頭銜。

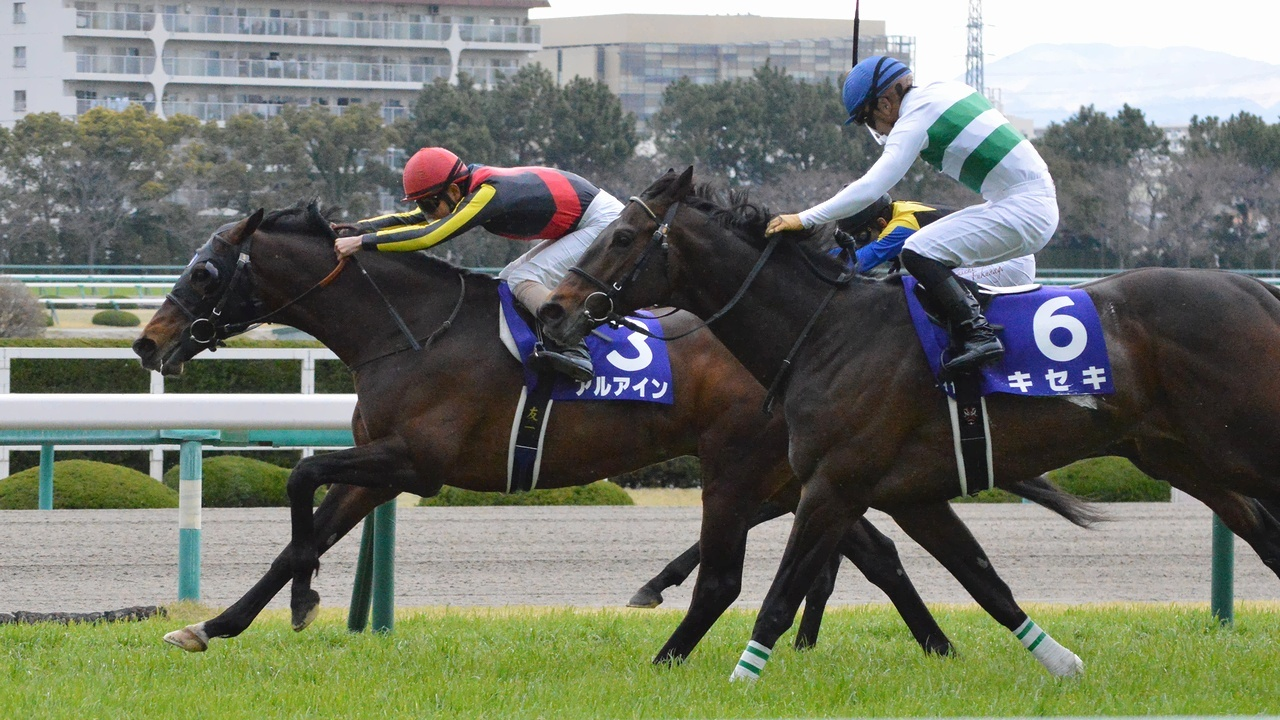
出戰大阪盃的艾恩遺跡

6月23日出戰寶塚紀念，雖然比賽初段處於有利位置，但進入直路後被前方的雍容白荷及神業拉開距離，又於直路中段被外檔的文雅之士超越，最終以第四完賽。
然而秋季並未能延續春季的優秀表現，出戰秋季天皇賞、一哩冠軍賽及有馬紀念均於直路上失速，最終分別跑獲第十四、第十六及第十一。
其後陣營宣佈安排其退役，並於12月27日取消於日本中央競馬會的賽駒註冊。

### 詳細賽績
| 日期       | 舉辦國家 | 馬場 | 距離   | 級別 | 賽事名稱   | 負重 | 騎師     | 馬號 | 出馬 | 名次 | 時間    | 頭馬（二馬）      |
| ---------- | -------- | ---- | ------ | ---- | ---------- | ---- | -------- | ---- | ---- | ---- | ------- | ----------------- |
| 29/10/2016 | 日本     | 京都 | 草1600 |      | 2歲新馬    | 55   | 莫雅     | 8    | 13   | 1    | 1:34.9  | （Killer Beauty） |
| 23/12/2016 | 日本     | 阪神 | 草1600 |      | 千兩賞     | 55   | 湛明諾   | 5    | 15   | 1    | 1:36.5  | （俠平）          |
| 8/1/2017   | 日本     | 京都 | 草1600 | GIII | 新山紀念   | 56   | 湛明諾   | 7    | 15   | 6    | 1:48.1  | 俠平              |
| 25/3/2017  | 日本     | 阪神 | 草1800 | GIII | 每日盃     | 56   | 松山弘平 | 3    | 8    | 1    | 1:46.5  | （里見阿瑟）      |
| 16/4/2017  | 日本     | 中山 | 草2000 | GI   | 皋月賞     | 57   | 松山弘平 | 11   | 18   | 1    | 1:57.8  | （波斯劍客）      |
| 28/5/2017  | 日本     | 東京 | 草2400 | GI   | 東京優駿   | 57   | 松山弘平 | 7    | 18   | 5    | 2:27.2  | 金之霸            |
| 18/9/2017  | 日本     | 中山 | 草2200 | GII  | 聖烈特紀念 | 56   | 李慕華   | 7    | 15   | 2    | 2:13.0  | 覓奇燕子          |
| 22/10/2017 | 日本     | 京都 | 草3000 | GI   | 菊花賞     | 57   | 李慕華   | 16   | 18   | 7    | 3:19.7  | 神業              |
| 11/2/2018  | 日本     | 京都 | 草2200 | GII  | 京都紀念   | 57   | 川田將雅 | 10   | 10   | 2    | 2:16.3  | 關鍵一擊          |
| 1/4/2018   | 日本     | 阪神 | 草2000 | GI   | 大阪盃     | 57   | 川田將雅 | 8    | 16   | 3    | 1:58.4  | 文雅之士          |
| 29/4/2018  | 香港     | 沙田 | 草2000 | GI   | 女皇盃     | 57   | 杜滿樂   | 2    | 8    | 5    | 2:01.25 | 巴基之星          |
| 23/9/2018  | 日本     | 中山 | 草2200 | GII  | 產經賞     | 57   | 北村友一 | 1    | 12   | 2    | 2:11.2  | 金之霸            |
| 28/10/2018 | 日本     | 東京 | 草2000 | GI   | 秋季天皇賞 | 58   | 北村友一 | 7    | 12   | 4    | 1:57.2  | 金之霸            |
| 18/11/2018 | 日本     | 京都 | 草1600 | GI   | 一哩冠軍賽 | 57   | 川田将雅 | 3    | 18   | 3    | 1:33.5  | 絕嶺之峽          |
| 10/3/2019  | 日本     | 中京 | 草2000 | GII  | 金鯱賞     | 57   | 柴山雄一 | 10   | 13   | 5    | 2:01.0  | 野田優驥          |
| 31/3/2019  | 日本     | 阪神 | 草2000 | GI   | 大阪盃     | 57   | 北村友一 | 3    | 14   | 1    | 2:01.0  | （神業）          |
| 23/6/2019  | 日本     | 阪神 | 草2200 | GI   | 寶塚紀念   | 58   | 北村友一 | 4    | 12   | 4    | 2:11.9  | 雍容白荷          |
| 27/10/2019 | 日本     | 東京 | 草2000 | GI   | 秋季天皇賞 | 58   | 北村友一 | 16   | 16   | 14   | 1:58.7  | 杏目              |
| 17/11/2019 | 日本     | 京都 | 草1600 | GI   | 一哩冠軍賽 | 57   | 莫雅     | 10   | 17   | 16   | 1:34.9  | 冠軍車手          |
| 22/12/2019 | 日本     | 中山 | 草2500 | GI   | 有馬紀念   | 57   | 松山弘平 | 13   | 16   | 11   | 2:32.8  | 雍容白荷          |

## 退役後
退役後，艾恩遺跡成爲了配種馬，於北海道日高町育馬者Stallion Station休養，在2020年進行配種。首批子嗣於2021年出生。首批子嗣可於2023年出賽。2024年3月3日，宇宙雨林在彌生賞大震撼紀念取勝，成為首匹勝出分級賽的子嗣。

### 主要子嗣

#### 分級賽優勝子嗣
2021年生
- 宇宙雨林（彌生賞大震撼紀念）

## 血統簡介
父系大震撼爲日本賽駒，爲日本賽馬史上第二匹無敗三冠馬，生涯出戰十四場賽事僅得兩場未能勝出，退役後配種成績亦極爲優秀。祖父週日寧靜是美國三冠賽雙軍馬，退役後在日本配種，在日本馬壇相當成功，贏得多項分級賽事，其子嗣贏得巨額獎金。
母系杜拜酋長爲美國賽駒，生涯戰績優秀，於草地及泥地均有勝利，曾勝出2010年育馬者盃雌馬短途大賽。外祖父Essence of Dubai爲美國賽駒，生涯戰績不俗，曾勝出三項二級賽。

### 血統表
| 父線：週日寧靜系（Halo系）         |                                   |                |                 |
| 種馬 大震撼 2002年（棗色）         | 週日寧靜 1986年（棕色）           | Halo           | Hail to Reason  |
| 種馬 大震撼 2002年（棗色）         | 週日寧靜 1986年（棕色）           | Halo           | Cosmah          |
| 種馬 大震撼 2002年（棗色）         | 週日寧靜 1986年（棕色）           | Wishing Well   | Understanding   |
| 種馬 大震撼 2002年（棗色）         | 週日寧靜 1986年（棕色）           | Wishing Well   | Mountain Flower |
| 種馬 大震撼 2002年（棗色）         | 風中秀髮 1991年（棗色）           | Alzao          | 利法爾          |
| 種馬 大震撼 2002年（棗色）         | 風中秀髮 1991年（棗色）           | Alzao          | Lady Rebecca    |
| 種馬 大震撼 2002年（棗色）         | 風中秀髮 1991年（棗色）           | Burghclere     | Busted          |
| 種馬 大震撼 2002年（棗色）         | 風中秀髮 1991年（棗色）           | Burghclere     | Highclere       |
| 繁殖雌馬 杜拜酋長 2005年（深棗色） | Essence of Dubai 1999年（深棗色） | Pulpit         | A.P. Indy       |
| 繁殖雌馬 杜拜酋長 2005年（深棗色） | Essence of Dubai 1999年（深棗色） | Pulpit         | Preach          |
| 繁殖雌馬 杜拜酋長 2005年（深棗色） | Essence of Dubai 1999年（深棗色） | Epitome        | Summing         |
| 繁殖雌馬 杜拜酋長 2005年（深棗色） | Essence of Dubai 1999年（深棗色） | Epitome        | Honest and True |
| 繁殖雌馬 杜拜酋長 2005年（深棗色） | Great Majesty 1990年（深棗色）    | Great Above    | Minnesota Mac   |
| 繁殖雌馬 杜拜酋長 2005年（深棗色） | Great Majesty 1990年（深棗色）    | Great Above    | Ta Wee          |
| 繁殖雌馬 杜拜酋長 2005年（深棗色） | Great Majesty 1990年（深棗色）    | Mistic Majesty | His Majesty     |
| 繁殖雌馬 杜拜酋長 2005年（深棗色） | Great Majesty 1990年（深棗色）    | Mistic Majesty | Necaras Miss    |
| 雌系：號族：2-s                    |                                   |                |                 |
| 五代內近親交配：無                 |                                   |                |                 |

## 命名由來
名字Al Ain（アルアイン）出自以青銅時代文明遺跡聞名的阿聯酋阿布扎比艾因市，有聯想自母系名字杜拜酋長之意，香港則將結合名字本義加上城市著名地標，翻譯为「艾恩遺跡」。

## 外部連結
- 艾恩遺跡 netkeiba.com （页面存档备份，存于）
- 血統表 （页面存档备份，存于）